# Kihlmanita-(Ce)
La kihlmanita-(Ce) és un mineral de la classe dels silicats. Rep el nom en honor d'Alfred Oswald Kihlman (4 d'octubre de 1858 - 29 de juliol de 1938), geògraf i botànic finlandès que va participar en les expedicions de Wilhelm Ramsay al massís de Khibini el 1891-1892. El nom també reflecteix la seva descoberta a la muntanya Kihlman (Rússia).

## Característiques
La kihlmanita-(Ce) és un nesosilicat de fórmula química Ce₂TiO₂(SiO₄)(HCO₃)₂(H₂O). Va ser aprovada com a espècie vàlida per l'Associació Mineralògica Internacional l'any 2012, i la primera publicació data del 2014. Cristal·litza en el sistema triclínic. La seva duresa a l'escala de Mohs és 3. Es tracta d'un mineral estretament relacionat amb la tundrita-(Ce), tant química com estructuralment, presentant una combinació única d'elements. És el primer mineral que conté ceri i bicarbonat, i el tercer mineral de bicarbonat de terres rares després de la mineevita-(Y) i la thomasclarkita-(Y).

## Formació i jaciments
Va ser descoberta al mont Kihlman, situat al massís de Khibini, dins de l'óblast de Múrmansk (Districte Federal del Nord-oest, Rússia). Es tracta de l'únic indret de tot el planeta on ha estat descrita aquesta espècie mineral.